# Kot nubijski
Kot nubijski, żbik kaspijski, żbik korsykański, żbik balearski, żbik kreteński, kot afrykański (Felis lybica) – gatunek drapieżnego ssaka z podrodziny kotów (Felinae) w obrębie rodziny kotowatych (Felidae).

## Taksonomia
Gatunek po raz pierwszy zgodnie z zasadami nazewnictwa binominalnego opisał w 1780 roku niemiecki przyrodnik Johann Reinhold Forster umieszczając nowo opisany gatunek w rodzaju Felis i nadając mu epitet gatunkowy lybica. Miejsce typowe to rejon starożytnego miasta Kafsa w Tunezji. Holotyp obecnie zaginiony, Forster swój opis oparł na tekście „chat du desert from Capsa, Lybie” de Buffona z 1776 roku.
Felis lybica jest często uważany za podgatunek F. silvestris, ale dowody genetyczne i morfologiczne potwierdzają rozpoznanie dwóch odrębnych gatunków żbika, z F. lybica będącym przodkiem F. catus. Wydaje się, że istnieją trzy różne linie genetyczne F. lybica. Autorzy Illustrated Checklist of the Mammals of the World rozpoznają trzy podgatunki. Podstawowe dane taksonomiczne podgatunków (oprócz nominatywnego) przedstawia poniższa tabelka:
| Podgatunek   | Oryginalna nazwa | Autor i rok opisu | Miejsce typowe                  | Holotyp |
| ------------ | ---------------- | ----------------- | ------------------------------- | --- |
| F. l. cafra  | Felis cafra      | Desmarest, 1822   | „Kaffraria”, Południowa Afryka. | Syntypy: zamontowana skóra (z czaszką w środku) samca (sygnatura MNHN ZM-MO-2002-321) i zamontowana skóra (z czaszką w środku) samicy (sygnatura MNHN ZM-MO-2001-322) ze zbiorów Muzeum Historii Naturalnej w Paryżu). |
| F. l. ornata | Felis ornata     | J.E. Gray, 1832   | „Nasirabad, Radźputana”, Indie. | Skóra (sygnatura BMNH:Mamm:1848.8.14.3) ze zbiorów Muzeum Historii Naturalnej w Londynie; okaz typowy zebrał oficer British Army w Indiach William John Edward Boys.                                                   |

### Etymologia
- Felis: łac. feles lub felis ‘kot’[62].
- lybica: łac. lybicus ‘libijski’[63][64].
- cafra: nowołac. Caffra ‘południowoafrykański’[65].
- ornata:  łac. ornatus ‘ozdobny, strojny, ozdobiony, znakomity’, od ornare ‘ozdobić’[66].

## Zasięg występowania
Kot nubijski występuje w południowej Europie, Afryce i Azji zamieszkując w zależności od podgatunku:
- F. lybica lybica – kot nubijski – północna, zachodnia i wschodnia Afryka, Półwysep Arabski, Bliski Wschód, Korsyka, Sardynia i Kreta; prawdopodobnie krzyżuje się z ornata w Iraku.
- F. lybica cafra – kot kafryjski – południowa Afryka; dokładna granica z lybica niepewna, ale może występować w Mozambiku lub Tanzanii.
- F. lybica ornata – kot stepowy – południowo-zachodnia i środkowa Azja, Afganistan, Pakistan, Indie, Mongolia i Chińska Republika Ludowa.

## Morfologia
Długość ciała (bez ogona) 40,6–66,5 cm, długość ogona 24,1–36,8 cm; masa ciała 2,4–6,4 kg dla osobników z Afryki; długość ciała (bez ogona) 47–74 cm, długość ogona 21,9–36 cm; masa ciała 2–6 kg dla osobników z Azji. Kot o dość lekkiej budowie. Ogon spiczasty, długi i cienki. Kot o zmiennym ubarwieniu, od żółtoszarego do ciemnoszarego. Deseń mało widoczny, podobny do wzoru spotykanego u kotów domowych. Tylna strona uszu ma czerwony lub rudobrązowy odcień. Ogon z dwiema wyraźnymi obrączkami, reszta „rozmazana”. Pyszczek prążkowany. Koty leśne są ciemniejsze od tych, które zamieszkują półpustynie.

## Ekologia
Prowadzi samotny tryb życia. Żywi się drobnymi gryzoniami, pajęczakami, jaszczurkami i niewielkimi ptakami. Ciąża trwa około 50–60 dni, w miocie 2–3 młodych. Dojrzałość płciową osiąga w wieku 11 miesięcy.